# Var Mons
Il Var Mons è una struttura geologica della superficie di Venere. Si trova nella Navka Planitia.